# 馬沓

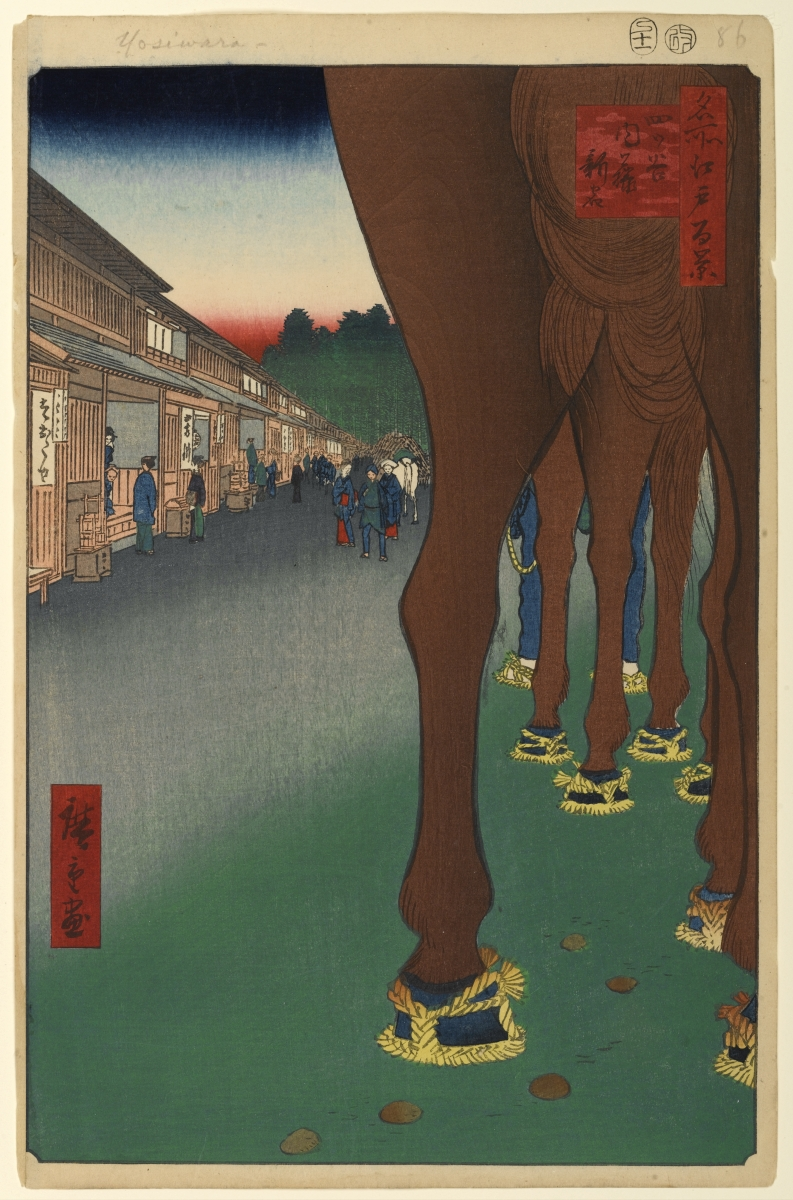
歌川広重『名所江戸百景』から、馬が草鞋を履いている様子。

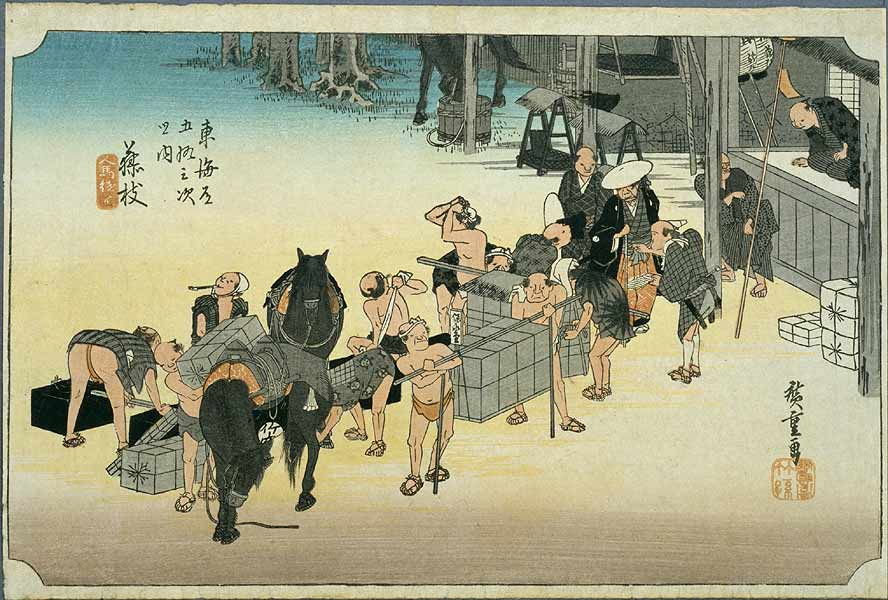
歌川広重『東海道五十三次・藤枝』藤枝宿の問屋場で馬に馬沓を履かせる様子。

馬沓（うまぐつ）とは、馬の蹄を保護するために、馬に履かせる履物。素材は、藁、楮紙、棕梠、蘭、茗荷、生糸、絹毛、馬尾毛、毛髪等からなる。
なお同じ読みで「馬靴」と書くと蹄鉄を指すともされる。
記録としては、平安時代の保元の乱・平治の乱の記録が初出であるとされる。明治初期に蹄鉄が導入されて以降、草鞋型の馬沓は廃れていった。
また、似たようなものに馬用のかんじきもある。